# Отворено првенство Ченаја у тенису 1998.
Отворено првенство Ченаја у тенису 1998 (познат и под називом Golden Flake Open 1998) је био тениски турнир који је припадао АТП Интернационалној серији у сезони 1998. Турнир се играо на тврдој подлози. То је било 3. издање турнира који се одржао у Ченају у Индији на СДАТ тениском стадиону од 6. априла 1998. — 13. априла 1998.

## Носиоци
| Држава | Играч           | Позиција1 | Носилац |
| ------ | --------------- | --------- | ------- |
| АУС    | Патрик Рафтер   | 4         | 1       |
| АУС    | Тод Вудбриџ     | 36        | 2       |
| АУС    | Марк Вудфорд    | 46        | 3       |
| НЕМ    | Борис Бекер     | 63        | 4       |
| ШВЕ    | Микаел Тилстрем | 88        | 5       |
| ФРА    | Жером Голмар    | 89        | 6       |
| ФРА    | Арно Клеман     | 92        | 7       |
| РУМ    | Андреј Павел    | 93        | 8       |

- 1 Позиције од 30. марта 1998.[1]

### Други учесници
Следећи играчи су добили специјалну позивницу за учешће у појединачној конкуренцији:
- Бјерн Пхау
- Весли Вајтхаус
- Махеш Бупати

Следећи играчи су ушли на турнир кроз квалификације:
- Питер Трамаки
- Владимир Волчков
- Џеф Салзенстин
- Дејвид Нејнкин

### Одустајања
- Жером Голмар (друго коло)

## Носиоци у конкуренцији парова
| Држава | Играч          | Држава | Играч         | Носиоци |
| ------ | -------------- | ------ | ------------- | ------- |
| АУС    | Тод Вудбриџ    | АУС    | Марк Вудфорд  | 1       |
| ИНД    | Махеш Бупати   | ИНД    | Леандер Паес  | 2       |
| САД    | Џеф Салзенстин | САД    | Џонатан Старк | 3       |
| ФРА    | Оливије Делетр | БЛР    | Макс Мирни    | 4       |

### Други учесници
Следећи играчи су добили специјалну позивницу за учешће у конкуренцији парова:
- Ларс Бургсмилер/  Рајнер Шитлер
- Харш Манкад /  Гаурав Натекар
- Сандип Киртејн /  Вишал Упал

## Шампиони

### Појединачно
Патрик Рафтер је победио  Микаела Тилстрема са 6:3, 6:4.
- Рафтеру је то била прва (од шест) титула у сезони и осма (од 11) у каријери.

### Парови
Леандер Паес /  Махеш Бупати су победили  Оливијеа Делетреа /  Макса Мирног са 6:7 (5:7), 6:3, 6:2.
- Паесу је то била трећа титула у сезони и девета у каријери.
- Бупатију је то била трећа титула у сезони и девета у каријери.